# Eaton-under-Heywood
Eaton-under-Heywood est une paroisse civile du Shropshire en Angleterre.
La population était de 171 habitants en 2011.